# Severino Saccardi
Severino Saccardi (Gaiole in Chianti, 3 maggio 1949) è un giornalista e politico italiano, direttore della rivista Testimonianze.

## Biografia
Laureato a Firenze in materie letterarie con una tesi di argomento storico, insegnante, si è avvicinato alla rivista Testimonianze alla fine degli anni settanta e ha qualificato la sua collaborazione con interventi riguardanti le tematiche del rapporto tra neomarxismo e questione religiosa e, soprattutto, il complesso travaglio dell'Est Europeo.
Ha partecipato attivamente, fin dall'inizio, alla progettazione dei convegni organizzati dalla rivista. La sua attività di organizzatore e pubblicista si è dedicata a molti temi, tra cui il dialogo tra sinistra occidentale e movimenti indipendenti dell'Est e la difesa dei diritti umani. È animatore alla Badia fiesolana di iniziative su democrazia e sviluppo, islam, culture e religioni.
È membro del direttivo nazionale del CRIC (Coordinamento riviste italiane di cultura) e fa parte dell'ufficio di presidenza dell'associazione Uomo planetario (costituita da CGIL regionale, ARCI Toscana, Testimonianze, Consultacultura), che ha come scopo la valorizzazione di Santa Fiora, paese natale di Ernesto Balducci, come luogo simbolo della cultura, della pace e dei diritti.
È stato per quattro anni (due mandati) Presidente del COSPE, organizzazione non governativa di cooperazione allo sviluppo dei paesi emergenti. Nel 2005 è stato eletto nel Consiglio regionale della Toscana, nella lista Uniti nell'Ulivo e ha fatto parte del gruppo consiliare "Per il Partito Democratico - l'Ulivo". In Consiglio regionale è stato membro della Commissione cultura e della Commissione speciale lavoro ed è stato nominato come rappresentante consiliare nella Commissione regionale di bioetica.

## Opere
- Saccardi, S. (1990) Il continente ritrovato, Firenze, Giunti, ISBN 9788809604865
- Saccardi, S. et alii (a cura di) (2008) La Costituzione della Repubblica Italiana, Firenze, Diple Edizioni, ISBN 9788888082219